# 사이타마 신도심우편국

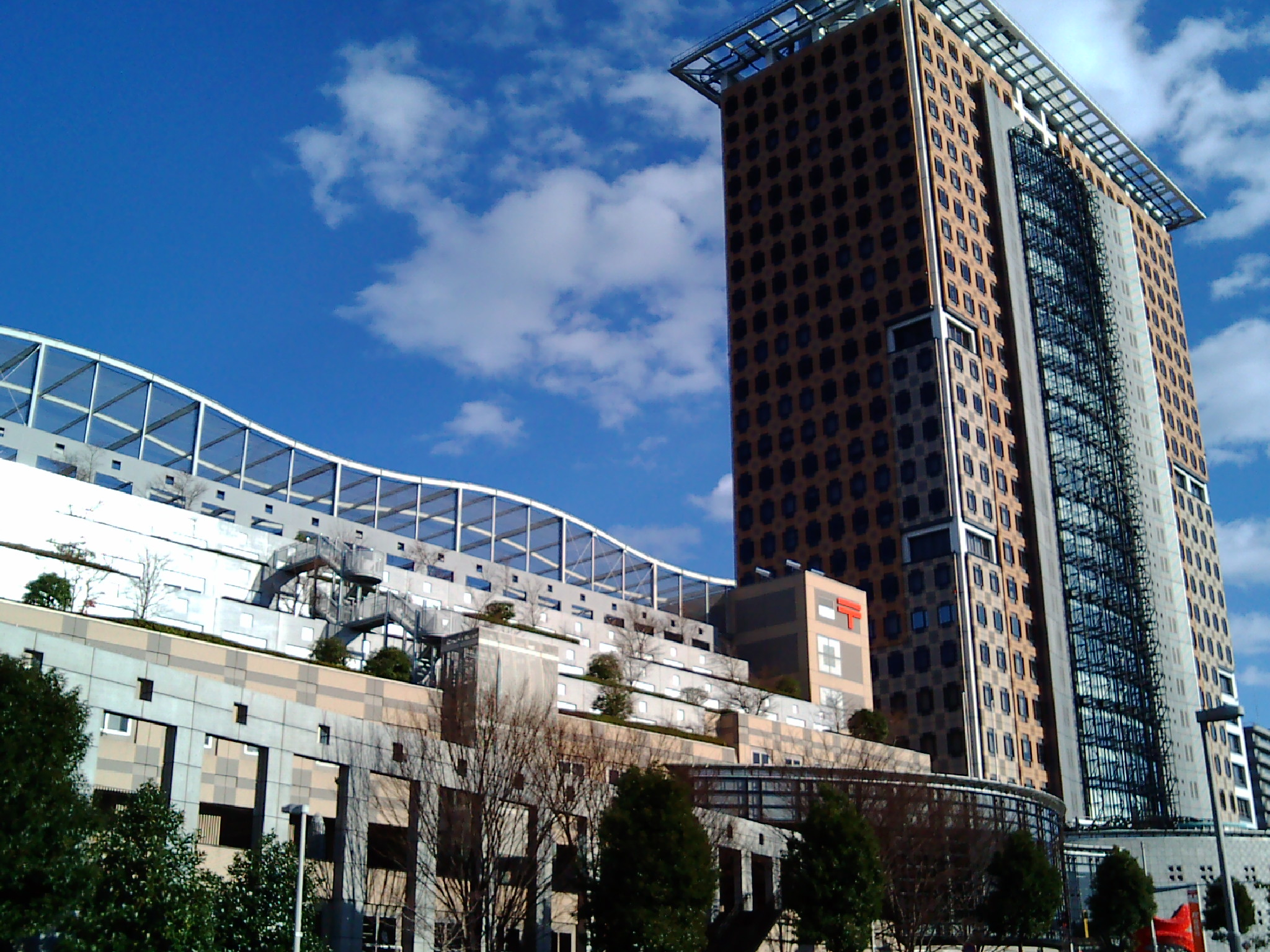
사이타마 신도심우편국

사이타마 신도심우편국(일본어: さいたま新都心郵便局 사이타마신토신유빈쿄쿠[*])는 사이타마현 사이타마시 주오구에 위치한 우체국이다.